# François-Joseph de Champagny
François-Joseph de Champagny (Viena, 8 de septiembre de 1804-París, 4 de mayo de 1882) fue un escritor, periodista e historiador francés. Fue seleccionado, en 1869 y tras varias candidaturas, para ser el decimotercer hombre en ocupar el asiento número 4 de la Academia francesa.